# Championnats d'Europe de triathlon 2021
Navigation
Édition précédente Édition suivante
Les championnats d'Europe de triathlon 2021 sont la trente-sixième édition des championnats d'Europe de triathlon, une compétition internationale de triathlon sous l'égide de la fédération européenne de ce sport. 

## Épreuves
L'épreuve individuelle est constituée de 1.5 km de natation, 40 km de cyclisme et 10 km de course à pied. Cette édition se tient dans la ville de Valence en Espagne.

## Palmarès

### Hommes
| Rang               | Triathlète               | Temps           |
| ------------------ | ------------------------ | --------------- |
| Médaille d'or      | Dorian Coninx            | 1 h 41 min 3 s  |
| Médaille d'argent  | Roberto Sánchez Mantecón | 1 h 41 min 12 s |
| Médaille de bronze | Antonio Serrat Seoane    | 1 h 41 min 41 s |
| 4                  | Sergio Baxter Cabrera    | 1 h 41 min 48 s |
| 5                  | Tom Richard              | 1 h 41 min 57 s |
| 6                  | Alberto González García  | 1 h 42 min 3 s  |
| 7                  | Valentin Morlec          | 1 h 42 min 4 s  |
| 8                  | Michele Sarzilla         | 1 h 42 min 9 s  |
| 9                  | Sylvain Fridelance       | 1 h 42 min 26 s |
| 10                 | Lasse Nygaard-Priester   | 1 h 42 min 29 s |

### Femmes
| Rang               | Triathlète       | Temps           |
| ------------------ | ---------------- | --------------- |
| Médaille d'or      | Julie Derron     | 1 h 51 min 43 s |
| Médaille d'argent  | Annika Koch      | 1 h 52 min 8 s  |
| Médaille de bronze | Sian Rainsley    | 1 h 52 min 19 s |
| 4                  | Paulina Klimas   | 1 h 52 min 24 s |
| 5                  | Kate Waugh       | 1 h 53 min 15 s |
| 6                  | Lotte Miller     | 1 h 53 min 31 s |
| 7                  | Lena Meißner     | 1 h 53 min 43 s |
| 8                  | Bianca Seregni   | 1 h 53 min 47 s |
| 9                  | Vendula Frintová | 1 h 54 min 3 s  |
| 10                 | Nina Eim         | 1 h 54 min 7 s  |

## Relais mixte
Le relais mixte des championnats d'Europe se déroule à Kitzbühel le 20 juin 2021.
| Rang               | Équipe      | Triathlètes                                                      | Segment                                        | Temps final    |
| ------------------ | ----------- | ---------------------------------------------------------------- | ---------------------------------------------- | -------------- |
| Médaille d'or      | Royaume-Uni | Sian Rainsley Samuel Dickinson Olivia Mathias Gordon Benson      | 17 min 53 s 16 min 15 s 18 min 4 s 17 min 4 s  | 1 h 9 min 18 s |
| Médaille d'argent  | Allemagne   | Laura Lindemann Lasse Lührs Lisa Tertsch Jonas Breinlinger       | 17 min 50 s 16 min 19 s 18 min 22 s 17 min 4 s | 1 h 9 min 36 s |
| Médaille de bronze | Russie      | Valentina Riasova Ilya Prasolov Yuliya Golofeeva Grigory Antipov | 17 min 51 s 16 min 36 s 18 min 33 s 17 min 7 s | 1 h 10 min 8 s |